# Albert Beger

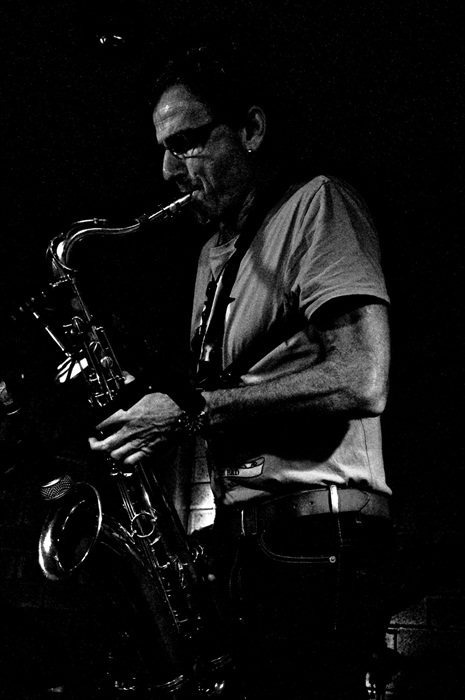
Albert Beger

Albert Beger (* 1959 in Istanbul) ist ein israelischer Jazz- und Improvisationsmusiker (Sopransaxophon, Tenorsaxophon, Komposition).

## Leben und Wirken
Beger wuchs in Israel auf, wohin seine Eltern einwanderten, als er drei Jahre alt war. Nach Ableistung des Militärdienstes studierte er klassische Musik bei dem Flötisten Uri Teplitz; bevor er mit Mitte zwanzig zum Tenorsaxophon wechselte. Mit 27 Jahren erhielt er ein Stipendium zum Studium an der Berklee School of Music in Boston. In dieser Zeit beschäftigte er sich mit der Musik von Albert Ayler, John Coltrane, Cecil Taylor und des Art Ensemble of Chicago. Er spielte ab den frühen 1990er-Jahren in der Formation Changes, mit der erste Aufnahmen entstanden; 1997 nahm er sein Debütalbum This Life auf, mit John Bostock (Keyboards), Gabriel Meir (Bass) und Asaf Sirkis (Schlagzeug). 2002 folgte Hevel Havalim (Earsay), mit Gabriel Meyer (Bass) und Haggai Fershtman (Schlagzeug). Außerdem arbeitete er ab den 2000er-Jahren u. a. mit Joëlle Léandre (Live in Israel), Hamid Drake, William Parker oder Gerry Hemingway. 2010 legte Beger mit seiner Electroacoustic Band die Produktion Peacemaker vor; 2014 folgte unter eigenem Namen das Album The Way to Go vor, mit Asaf Hakimi (Bass) und Yoav Zohar (Schlagzeug). Im Bereich des Jazz listet Tom Lord zwischen 1993 und 2018 18 Aufnahmesessions, an denen er beteiligt war.

## Diskographische Hinweise
- Albert Beger's 5 (Earsay, 2004), mit Yoni Silver, Yiftach Kadan, Gabriel Meyer, Hagai Fershtman
- Albert Beger / Ehran Elisha / Dave Phillips: Heads (CIMP)
- Hamid Drake, Albert Beger, William Parker: Evolving Silence Vol. 1 (Earsay, 2005)
- Hamid Drake, Albert Beger, William Parker: Evolving Silence Vol. 2 (Earsay, 2006)
- The New Albert Beger Quartet: Big Mother (Earsay, 2007), mit Aviran Ben Naim, Gabriel Mayer, Yoav Zohar
- Albert Beger, Gerry Hemingway: There's Nothing Better to Do (OutNow Recordings, 2012)
- The Way to Go (Jazzis Records, 2014)
- Freedom Is an Option (Jazzis Records, 2016), mit Milton Michaeli, Shay Hazan, Adam Cohen
- Albert Beger & Shay Hazan: Black Mynah (Creative Sources, 2017)
- Albert Beger / Ziv Taubenfeld / Shay Hazan / Hamid Drake: Cosmic Waves (NoBusiness, 2024)